# Acraea neumanni
Acraea neumanni är en fjärilsart som beskrevs av Le Doux 1928. Acraea neumanni ingår i släktet Acraea och familjen praktfjärilar. Inga underarter finns listade i Catalogue of Life.